# .22 Winchester Centerfire
.22 Winchester Centerfire (.22 WCF) es un pequeño cartucho de fuego central introducido en 1885 para su uso en el rifle Winchester Modelo 1885 . Su fabricación se suspendió en 1936. 
El .22 WCF era cargado con una bala de 45 granos y generaba una velocidad inicial de aproximadamente 1550 pies por segundo, siendo similar al rendimiento del .22 Winchester Rimfire (.22 WRF) diseñado en 1890.
La experimentación con el .22 WCF tanto entre tiradores civiles como en el ejército de EE. UU. en Springfield Armory en la década de 1920 condujo al desarrollo del .22 Hornet .